# Communauté de communes du Grand Armagnac
La communauté de communes du Grand Armagnac est une communauté de communes française, située dans le département du Gers.
Elle correspond à la partie nord-ouest du Bas-Armagnac.

## Composition
La communauté de communes est composée des 25 communes suivantes :

| Nom                         | Code Insee | Gentilé              | Superficie (km2) | Population (dernière pop. légale) | Densité (hab./km2) |
| --------------------------- | ---------- | -------------------- | ---------------- | --------------------------------- | ------------------ |
| Cazaubon (siège)            | 32096      | Cazaubonnais         | 55,64            | 1 663 (2022)                      | 30                 |
| Ayzieu                      | 32025      | Aciliens             | 13,84            | 159 (2022)                        | 11                 |
| Bascous                     | 32031      | Bascais              | 10,22            | 171 (2022)                        | 17                 |
| Bretagne-d'Armagnac         | 32064      | Bretons              | 12,35            | 400 (2022)                        | 32                 |
| Campagne-d'Armagnac         | 32073      | Campagnards          | 5,49             | 212 (2022)                        | 39                 |
| Castelnau d'Auzan Labarrère | 32079      |                      | 56,78            | 1 185 (2022)                      | 21                 |
| Castex-d'Armagnac           | 32087      | Castelcanais         | 12,26            | 141 (2022)                        | 12                 |
| Courrensan                  | 32110      | Courrensannais       | 25,16            | 394 (2022)                        | 16                 |
| Dému                        | 32115      | Démucois             | 28,89            | 318 (2022)                        | 11                 |
| Eauze                       | 32119      | Eluzates ou Elusates | 69,86            | 4 060 (2022)                      | 58                 |
| Estang                      | 32127      | Estangeois           | 22,51            | 664 (2022)                        | 29                 |
| Gondrin                     | 32149      | Gondrinois           | 34,76            | 1 179 (2022)                      | 34                 |
| Lannemaignan                | 32189      | Lannemaignanais      | 8,58             | 105 (2022)                        | 12                 |
| Lannepax                    | 32190      | Lannepaxiens         | 30,84            | 532 (2022)                        | 17                 |
| Larée                       | 32193      | Laréens              | 12,87            | 237 (2022)                        | 18                 |
| Lias-d'Armagnac             | 32211      | Liassois             | 11,92            | 202 (2022)                        | 17                 |
| Marguestau                  | 32236      | Margostanais         | 3,21             | 56 (2022)                         | 17                 |
| Mauléon-d'Armagnac          | 32243      | Mauléonais           | 35,13            | 266 (2022)                        | 7,6                |
| Maupas                      | 32246      | Maupassois           | 9,85             | 198 (2022)                        | 20                 |
| Monclar                     | 32264      | Monclarais           | 10,12            | 225 (2022)                        | 22                 |
| Noulens                     | 32299      | Noulensiens          | 5,74             | 102 (2022)                        | 18                 |
| Panjas                      | 32305      | Panjagais            | 20,01            | 429 (2022)                        | 21                 |
| Ramouzens                   | 32338      | Ramouzinois          | 16,67            | 185 (2022)                        | 11                 |
| Réans                       | 32340      |                      | 12,31            | 290 (2022)                        | 24                 |
| Séailles                    | 32423      | Séaillais            | 8,11             | 68 (2022)                         | 8,4                |

## Démographie
| 2009 | 2011   |
| ---- | ------ |
| -    | 13 416 |

## Liste des Présidents successifs
| Période | Période | Identité       | Étiquette | Qualité          |
| ------- | ------- | -------------- | --------- | ---------------- |
| 2014    | 2020    | Didier Dupront | PS        | Maire de Gondrin |